# Grupo Local

Mapa 3D del Grupo Local.

Se denomina Grupo Local al conjunto de galaxias en el que se encuentra la Vía Láctea. En algunas ocasiones, también son utilizados los términos vecindario galáctico o vecindario cósmico, el cual está dominado por tres galaxias espirales gigantes: Andrómeda, la Vía Láctea y la Galaxia del Triángulo. El resto de galaxias, unas 40, son más pequeñas; muchas de ellas son galaxias satélite de alguna de las mayores.
Las galaxias libres giran en torno al centro de masas del grupo, situado entre Andrómeda y la Vía Láctea. Además, el Grupo Local está contenido dentro del supercúmulo de Laniakea, cuyo centro gravitatorio es el denominado Gran Atractor, hacia el cual se dirige el Grupo Local. Su diámetro es de 3 megaparsecs aproximadamente.
Dentro del Grupo Local, se conocen tres sistemas dominados por galaxias masivas actuando como centros de gravedad, y varias galaxias actuando como satélites:
- Sistema de Andrómeda (M31): M32, M110, NGC 147, NGC 185, Andrómeda I, Andrómeda II, Andrómeda III, Andrómeda IV, Andrómeda V, Andrómeda VI (Enana Esferoidal de Pegaso) y Andrómeda VII (Enana de Casiopea).

- Sistema de la Vía Láctea: Enana de Sagitario, Enana del Can Mayor, Gran Nube de Magallanes, Pequeña Nube de Magallanes, Enana de la Osa Menor, Enana de Draco, Enana de Carina, Enana de Sextans, Enana de Sculptor, Enana de Fornax, Leo I, Leo II y Enana de Tucana.

- Sistema del Triángulo (M33): Enana de Piscis (LGS 3)

La Galaxia del Triángulo (M33) es el tercer miembro más grande del Grupo Local, con una masa de aproximadamente 5×1010 M☉ (1×1041 kg), y es la tercera galaxia espiral. No está claro si la Galaxia del Triángulo es una compañera de la Galaxia de Andrómeda; las dos galaxias están separadas por 750 000 años luz, y experimentaron un pasaje cercano hace 2-4 mil millones de años que desencadenó la formación de estrellas a través del disco de Andrómeda. La galaxia enana de Piscis es equidistante de la galaxia de Andrómeda y la galaxia del Triángulo, por lo que puede ser un satélite de cualquiera de las dos.
La pertenencia de NGC 3109, con sus compañeras Sextans A y la Enana de Antlia, es incierta debido a las distancias extremas desde el centro del Grupo Local.
Los otros miembros del grupo están probablemente aislados gravitacionalmente de estos grandes subgrupos: IC 10, IC 1613, Enana de Fénix Galaxia Leo A, Enana de Tucana, Enana de Cetus, Enana de Pegaso, Wolf-Lundmark-Melotte, Galaxia Enana de Acuario y Enana Irregular de Sagitario.

## El futuro del Grupo Local
Se ha observado que Andrómeda y nuestra galaxia se acercan rápidamente a una velocidad de unos 500 000 km/h, lo que plantea que pueda producirse una colisión entre ambas dentro de unos 3000 a 5000 millones de años, según la masa que tengan estas galaxias. De producirse, tal choque no debe entenderse como el que tiene lugar entre dos cuerpos sólidos, sino que las galaxias se atravesarían la una a la otra sin que la mayoría de estrellas de cada una colisionaran entre sí, debido a que el espacio entre ellas es muy grande en relación con su tamaño. Como resultado, una parte del material de ambas se dispersaría y el resto formaría una nueva galaxia, probablemente elíptica. 
Si en vez de un choque de este tipo lo que tuviera lugar fuera una aproximación, ambas galaxias se deformarían y una parte del material de cada una de ellas escaparía o se mezclaría (tanto más cuanto mayor fuera la aproximación); como consecuencia, los restos acabarían también fundiéndose en una galaxia elíptica en la que, finalmente, acabarían las demás galaxias del grupo.

## Galaxias del Grupo Local

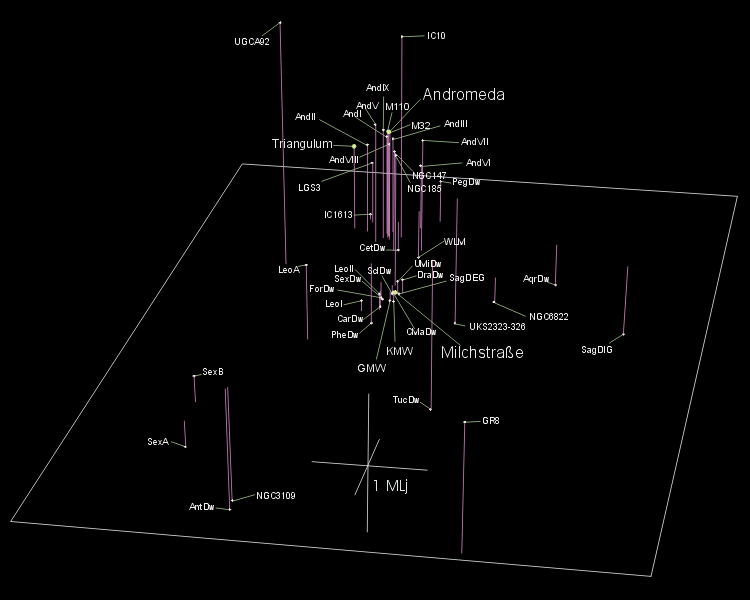
Otro mapa 3D del Grupo Local.

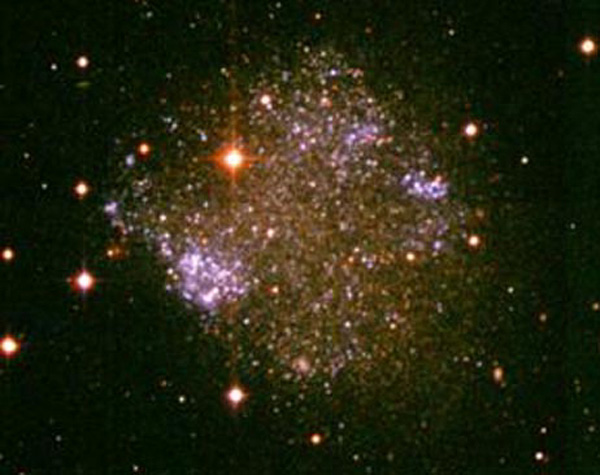
Sextans A es miembro del Grupo Local.

| Galaxias del Grupo Local      | Galaxias del Grupo Local | Galaxias del Grupo Local | Galaxias del Grupo Local | Galaxias del Grupo Local | Galaxias del Grupo Local | Galaxias del Grupo Local | Galaxias del Grupo Local | Galaxias del Grupo Local |
| Galaxia                       | Tipo                     | Magnitud absoluta        | Diámetro [años luz]      | Velocidad radial [km/s]  | Distancia [años luz]     | Localización             | Localización             | Localización             |
| ----------------------------- | ------------------------ | ------------------------ | ------------------------ | ------------------------ | ------------------------ | ------------------------ | ------------------------ | ------------------------ |
| Galaxia                       | Tipo                     | Magnitud absoluta        | Diámetro [años luz]      | Velocidad radial [km/s]  | Distancia [años luz]     | Ascensión recta          | Declinación              | Constelación             |
| Galaxia de la Vía Láctea      | SBbc I-II                | -20,8                    | 100.012                  |                          |                          |                          |                          |                          |
| Enana del Can Mayor           | Irr                      |                          |                          |                          | 25.000                   | 07h12,0m                 | -27*40'                  | Canis Major              |
| Enana Elíptica de Sagitario   | dSph(E7)                 | -14,0                    | 10 000                   |                          | 78 000                   | 18h55,0m                 | -30*30'                  | Sagitario                |
| Gran Nube de Magallanes       | Irr III-IV               | -18,1                    | 30 000                   | +119                     | 179 000                  | 05h19,7m                 | -68*57'                  | Mensa                    |
| Pequeña Nube de Magallanes    | Irr IV-V                 | -16,2                    | 16 000                   | +34                      | 210 000                  | 00h51,7m                 | -73*14'                  | Tucana                   |
| Enana de la Osa Menor         | dSph                     | -8,9                     | 2.000                    | -47                      | 215.000                  | 15h08,8m                 | +67*12'                  | Osa Menor                |
| Enana de Sculptor             | dSph                     | -10,7                    | 3.000                    | +115                     | 260.000                  | 01h00,0m                 | -33*42'                  | Sculptor                 |
| Enana de Draco                | dSph                     | -8,6                     | 3.000                    | -87                      | 270.000                  | 17h20,1m                 | +57*55'                  | Draco                    |
| Enana de Sextans              | dSph                     | -10,0                    | 4,000                    |                          | 280.000                  | 10h13,2m                 | -01*37'                  | Sextans                  |
| Enana de Carina               | dSph                     | -9,92                    | 2.000                    | +13                      | 330.000                  | 06h14,6m                 | -50*58'                  | Carina                   |
| Enana de Fornax               | dSph                     | -13,0                    | 6.000                    | -41                      | 450.000                  | 02h39,9m                 | -34*32'                  | Fornax                   |
| Leo II                        | dSph                     | -10,2                    | 3.000                    | +36                      | 670.000                  | 11h13,5m                 | +22*10'                  | Leo                      |
| Leo I                         | dE3                      | -12,0                    | 3.000                    | +60                      | 820.000                  | 10h08,5m                 | +12*18'                  | Leo                      |
| Enana de Fénix                | dIrr/dSph                | -9,9                     | 2.000                    |                          | 1.450.000                | 01h51,1m                 | -44*27'                  | Phoenix                  |
| Galaxia de Barnard (NGC 6822) | Irr IV-V/IB(s)m          | -16,4                    | 8.000                    | +44                      | 1.600.000                | 19h44,9m                 | -14*49'                  | Sagitario                |
| Andrómeda II                  | dSph                     | -11,7                    | 2.000                    |                          | 1.700.000                | 01h16,4m                 | +33*27'                  | Andrómeda                |
| NGC 185                       | dSph/dE3                 | -15,3                    | 8.000                    | +39                      | 2.000.000                | 00h39,0m                 | +48*20'                  | Casiopea                 |
| Leo III                       | dIrr                     | -11,7                    | 4.000                    | -19                      | 2.250.000                | 09h59,4m                 | +30*45'                  | Leo                      |
| Andrómeda VII                 | dSph                     | -12,0                    | 2.000                    |                          | 2.250.000                | 23h27,8m                 | +50*35'                  | Andrómeda                |
| IC 1613                       | Irr V                    | -14,9                    | 10.000                   | -152                     | 2.300.000                | 01h05,1m                 | +02*08'                  | Cetus                    |
| NGC 147                       | dSph/dE5                 | -14,8                    | 10.000                   | +28                      | 2.350.000                | 00h33,2m                 | +48*31'                  | Casiopea                 |
| Andrómeda III                 | dSph                     | -10,2                    | 3.000                    |                          | 2.500.000                | 00h35,4m                 | +36*31'                  | Andrómeda                |
| Enana de Cetus                | dSph                     | -10,1                    | 3.000                    |                          | 2.550.000                | 00h26,1m                 | -11*02'                  | Cetus                    |
| Andrómeda VI                  | dSph                     | -11,3                    | 3.000                    |                          | 2.550.000                | 23h51,7m                 | +24*36'                  | Andrómeda                |
| Enana de Acuario              | dIrr/dSph 2              |                          |                          | -23                      | 2.600.000                | 20h46,8m                 | -12*51'                  | Acuario                  |
| M32                           | dE2                      | -16,4                    | 8.000                    | -28                      | 2.600.000                | 00h42,7m                 | +40*52'                  | Andrómeda                |
| Andrómeda I                   | dSph                     | -11,7                    | 2.000                    |                          | 2,600,000                | 00h45,7m                 | +38*00'                  | Andrómeda                |
| Andrómeda V                   | dSph                     | -9,1                     |                          |                          | 2.650.000                | 01h10,3m                 | +47*38'                  | Andrómeda                |
| LGS 3 (Enana de Piscis)       | dIrr/dSph                | -9,7                     | 2.000                    | -149                     | 2.650.000                | 01h03,8m                 | +21*53'                  | Piscis                   |
| Galaxia de Andrómeda (M31)    | Sb I-II                  | -21,8                    | 140.000                  | -121                     | 2.650.000                | 00h42,7m                 | +41*16'                  | Andrómeda                |
| NGC 205 (M110)                | dSph/dE5                 | -16,3                    | 15.000                   | -60                      | 2.650.000                | 00h41,3m                 | +41*41'                  | Andrómeda                |
| IC 10                         | dIrr                     | -17,6                    | 8.000                    | -146                     | 2.700.000                | 00h20,4m                 | +59*18'                  | Casiopea                 |
| Galaxia del Triángulo (M33)   | Sc II-III                | -19,1                    | 55.000                   | -46                      | 2.850.000                | 01h33,9m                 | +30*39'                  | Triangulum               |
| Enana de Tucana               | dSph                     | -9,6                     | 2.000                    |                          | 2.850.000                | 22h41,7m                 | -64*25'                  | Tucana                   |
| Wolf-Lundmark-Melotte         | Irr IV-V                 | -14,0                    | 10.000                   | -61                      | 3.000.000                | 00h02,0m                 | -15*28'                  | Cetus                    |
| Enana de Pegaso               | dIrr/dSph                | -12,7                    | 2.000                    | -20                      | 3.100.000                | 23h28,6m                 | +14*45'                  | Pegaso                   |
| Enana Irregular de Sagitario  | dIrr                     | -11,0                    | 3.000                    | +8                       | 3.450.000                | 19h30,1m                 | -17*42'                  | Sagitario                |
| Enana de Antlia               | dSph                     | -10,7                    | 3.000                    |                          | 4.000.000                | 10h04,1m                 | -27*20'                  | Antlia                   |
| NGC 3109                      | Irr IV-V                 | -15,8                    | 25.000                   | +194                     | 4.100.000                | 10h03,1m                 | -26*09'                  | Hydra                    |
| UGC-A92                       | dIrr                     |                          | 3.000                    | +66                      | 4.200.000                | 04h27,4m                 | +63*30'                  | Camelopardalis           |
| UKS 2323-326                  | dIrr                     | -13,1                    | 3.000                    | +74                      | 4.300.000                | 23h26,5m                 | -32*23'                  | Sculptor                 |
| Sextans B                     | dIrr                     | -14,4                    | 8.000                    | +168                     | 4.400.000                | 10h00,0m                 | +05*20'                  | Sextans                  |
| Sextans A                     | dIrr                     | -14,3                    | 10.000                   | +164                     | 4.700.000                | 10h11,1m                 | -04*43'                  | Sextans                  |
| IC 5152                       | dIrr                     |                          | 8.000                    | +80                      | 5.200.000                | 22h06,1m                 | -51*17'                  | Indus                    |
| GR 8                          | dIrr                     | -12,5                    | 2.000                    | +183                     | 5.200.000                | 12h58,7m                 | +14*13'                  | Virgo                    |